# Darsono
Darsono is een bestuurslaag in het regentschap Jember van de provincie Oost-Java, Indonesië. Darsono telt 6273 inwoners (volkstelling 2010).